# Scinax maracaya
A Scinax maracaya a kétéltűek (Amphibia) osztályának békák (Anura) rendjébe és a levelibéka-félék (Hylidae) családjába tartozó faj.

## Előfordulása
A faj Brazília endemikus faja. Természetes élőhelye nedves szavannák, édesvízű mocsarak, időszakos édesvízű mocsarak. A fajt élőhelyének elvesztése fenyegeti.